# 伊比安
伊比安是巴西圣卡塔琳娜州的一个市镇。总面积147.329平方公里，总人口2060人，人口密度14人/平方公里。